# 东费利西亚纳堂区
東費利西亞納堂區（英語：East Feliciana Parish）是美國路易斯安那州的一個堂區。北鄰密西西比州。面積1,180平方公里。根據美國2000年人口普查，共有人口21,360人。治所克林頓 (Clinton)。
成立於1824年2月17日。本堂區的名稱是西班牙語，意思是「快樂的土地」，據說由西班牙殖民地時期總督Don Bernado de Galvez妻子的名字轉成。